# Championnat de France de rugby à XIII 1988-1989
Navigation
Édition précédente Édition suivante
Le Championnat de France de rugby à XIII 1988-1989 oppose pour la saison 1988-1989 les meilleures équipes françaises de rugby à XIII.

## Classement de la première phase
| Classement | Club               | Points |
| 1er        | Le Pontet          | 56     |
| 2e         | Saint-Estève       | 48     |
| 3e         | Toulouse           | 47     |
| 4e         | Avignon            | 46     |
| 5e         | Limoux             | 35     |
| 6e         | XIII Catalan       | 45     |
| 7e         | Carcassonne        | 43     |
| 8e         | Villeneuve-sur-Lot | 43     |
| 9e         | Pia                | 42     |
| 10e        | Carpentras         | 41     |
| 11e        | Saint-Gaudens      | 38     |
| 12e        | Lézignan           | 29     |

|  | Qualifié pour la phase finale - deuxième phase de groupe |

## Tableau final
|  | Quarts de finale                | Quarts de finale           |              |    | Demi-finales  | Demi-finales  |  |  | Finale     | Finale     |
|  | Quarts de finale                | Quarts de finale           |              |    | Demi-finales  | Demi-finales  |  |  | Finale     | Finale     |
|  |                                 |                            |              |    |               |               |  |  |            |            |
|  | Le 16 avril 1989 à Pamiers      | Le 16 avril 1989 à Pamiers |              |    | à Carcassonne | à Carcassonne |  |  | à Narbonne | à Narbonne |
|  | Le 16 avril 1989 à Pamiers      | Le 16 avril 1989 à Pamiers |              |    | à Carcassonne | à Carcassonne |  |  | à Narbonne | à Narbonne |
|  | Saint-Estève                    | 22                         |              |    | à Carcassonne | à Carcassonne |  |  | à Narbonne | à Narbonne |
|  | Saint-Estève                    | 22                         |              |    | à Carcassonne | à Carcassonne |  |  | à Narbonne | à Narbonne |
|  | Carcassonne                     | 10                         |              |    | à Carcassonne | à Carcassonne |  |  | à Narbonne | à Narbonne |
|  | Carcassonne                     | 10                         | Saint-Estève | 17 |               |               |  |  | à Narbonne | à Narbonne |
|  | Le 16 avril 1989 à Lézignan     |                            | Saint-Estève | 17 |               |               |  |  | à Narbonne | à Narbonne |
|  |                                 | Limoux                     | 10           |    |               |               |  |  | à Narbonne | à Narbonne |
|  | Limoux                          | Limoux                     | 10           | 20 |               |               |  |  | à Narbonne | à Narbonne |
|  | Limoux                          |                            |              | 20 |               |               |  |  | à Narbonne | à Narbonne |
|  | Toulouse                        | 14                         |              |    |               |               |  |  | à Narbonne | à Narbonne |
|  | Toulouse                        | 14                         | Saint-Estève | 23 |               |               |  |  |            |            |
|  | Le 16 avril 1989 à Saint-Estève |                            | Saint-Estève | 23 |               |               |  |  |            |            |
|  |                                 | Le Pontet                  | 4            |    |               |               |  |  |            |            |
|  | Le Pontet                       | Le Pontet                  | 4            | 31 |               |               |  |  |            |            |
|  | Le Pontet                       | à Narbonne                 |              | 31 |               |               |  |  |            |            |
|  | Villeneuve-sur-Lot              | 0                          |              |    |               |               |  |  |            |            |
|  | Villeneuve-sur-Lot              | 0                          | Le Pontet    | 5  |               |               |  |  |            |            |
|  | Le 16 avril 1989 à Albi         |                            | Le Pontet    | 5  |               |               |  |  |            |            |
|  |                                 | XIII Catalan               | 4            |    |               |               |  |  |            |            |
|  | XIII Catalan                    | XIII Catalan               | 4            | 6  |               |               |  |  |            |            |
|  | XIII Catalan                    |                            |              | 6  |               |               |  |  |            |            |
|  | Avignon                         | 2                          |              |    |               |               |  |  |            |            |
|  | Avignon                         | 2                          |              |    |               |               |  |  |            |            |

## Finale (14 mai 1989)
(mt : 4 - 4)
Points marqués :
- Saint-Estève : 4 essais de Cabestany (21e), Delaunay (56e), Ratier (63e) et Roses (70e) ; 2 transformations de Roses (57e et 70e) ; 1 pénalité de Roses (57e) ; 1 drop de Bruno Castany (49e) : 2 cartons jaunes de Roses (35e) et Khedimi (56e)
- Le Pontet: 2 pénalités de Fraisse (6e et 32e) ; 1 carton rouge de Palanques (57e).

Homme du match : Didier Cabestany
Évolution du score : 0-2, 4-2, 4-4 (m.t.), 5-4, 11-4, 13-4, 17-4, 23-4
Arbitre : M. Desplats (Pyrénées)
Spectateurs : 9 936
Recette : 365 000 francs
Composition des équipes :
- Saint-Estève : Jean-Philippe Pougeau - Hugues Ratier, Michel Roses, Guy Delaunay, Jean-Luc Tène - Roger Palisses (o), Bruno Castany (m) - Patrice Bolchakoff, Bernard Cartier, Abet Baklouch, Corey Adams, Didier Cabestany, Stephan Robinson - Mathieu Khedimi, Pierre Chamorin, Bernard Guasch, Jean-Marc Garcia- Entraîneur : Jacques Jorda
- Le Pontet : Olivier Molitor - Étienne Kaminski, John Maguire, David Fraisse, Marcel Criotier -  Patrick Rocci (o), Jean-Marc Rocci (m) - Greg Sheridan, Christian Maccali, Serge Titeux, Jean-Michel Fillol, Marc Palanques, Thierry Bernabé- Harold Salmon - Entraîneur : Marius Frattini

D'autres joueurs au cours de la saison ont été utilisés par Saint-Estève à savoir Patrick Marginet, Serge Pérez, Jean-Luc Bardes, Philippe Pidemunt, Mario Femia, William Cerri, Pascal Hurtado, Richard Masformé, Patrice Deulofeu, John Smith, Jean-Marc Koob, John Studd, Paul Henry et Will Tabary.
Didier Cabestany est élu homme du match à tout juste 19 ans.

## Effectifs des équipes présentes
| Carcassonne  | Pierre Albérola Guy Alard Aribaud Régis Ascensio Alain Batello Scott Bennett Arthur Boyer Cros Daniel Divet Craig Ebert Jean-Luc Goze José Granero Jacques Laguens Patrick Limongi David Marty José Moya Luc Mendez Didier Palanques Éric Remirez Jean-Claude Rodriguez Sanvicente Philippe Sokolow Graig Wright                | Avignon            | Jim Antonakos Jean-Marc Balleroy Geoff Blinkhorn Thierry Buttignol Didier Buttignol Patrick Entat Daniel Giacomoni (c) Philippe Revol Frédéric Bissières Jean-Pierre Matter Nicolas Reyre Richard Rouqueirol (o) Christophe Jouffret Yves Villoni Entraîneur : Jacques Lopez |
| Le Pontet    | Aubert Denis Bergé Thierry Bernabé Marcel Criotier Jean-Michel Fillol David Fraisse Jean-Charles Giorgi Étienne Kaminski Christian Maccali John Maguire Olivier Molitor Marc Palanques Nacer Redaouina Jean-Marc Rocci (m) Patrick Rocci (o) Harold Salmon Greg Sheridan Éric Stefani Serge Titeux Entraîneur : Marius Frattini | Saint-Estève       | Jean-Philippe Pougeau Hugues Ratier Michel Roses Guy Delaunay Jean-Luc Tène Jean-Luc Bardes Roger Palisses (o) Bruno Castany (m) Patrice Bolchakoff William Cerri John Smith Mario Femia Jean-Marc Koob John Studd Bernard Cartier Abet Baklouch Corey Adams Didier Cabestany Stephan Robinson Mathieu Khedimi Pierre Chamorin Bernard Guasch Richard Masforné Jean-Marc Garcia Serge Pérez Pascal Hurtado Patrick Marginet Patrice Deulofeu Will Tabary Philippe Pidemunt Entraîneur : Jacques Jorda |
| XIII Catalan | Patrick Baco J. Bantoure Fernandez Flovie Norbert Fourcade Claude Gibert Graëlls Guy Laforgue Mabit Pierre Montgaillard Jean-Jacques Naudo Serge Pallarès Klaus Perkovic Dominique Verdière Ronel Zenon | Villeneuve-sur-Lot | Bonissoni David Despin Dominique Espugna Jean-Luc Rabot Daniel Verdès Éric Vergniol |
| Toulouse     | Gilbert Aillères Pierre Aillères Charles Frison André Pérez | Saint-Gaudens      | Yves Allègre Baitieri Denis Biénès Braddy Gilles Dumas Th. Dumas Estadieu Ferran Fouquet Kebdani Cyril Pons |
| Pia          | Serge Bret Pascal Fages Mario Fémia Ferrer Y. Gomez Gilles Paulo Pla Romera Roura Yannick Sautrice Worth | Limoux             | Frédéric Bourrel Dowling Garcia Foulquier Marquet Ripoles Scott Vassal Vern |
| Carpentras   | Chiron Didier Comtat Didier Couston Bernard Gayé Dyer Guidicelli Martinez Gary McTeigue Piredda Franck Romano Roux Christian Scicchitano Yves Tisseyre David Toulemonde | Lézignan           | Henri Albérola Georges Alquier David Amat Barrot Bosca Patrice Bourrel Philippe Bourrel Brazier Carrière Courbis Régis Espugna Fémia Christophe Grandjean Grant Ryan Guy Sourès Torrès |